# Samuel Krok (folklivsskildrare)
Samuel Krok, namnet stundom stavat Samuel Krook, född 1721 i Urshult, död 12 december 1754, var en svensk etnografisk författare.
Samuel Krok blev student vid Uppsala universitet 1739 och filosofie kandidat 1753. I december 1749 höll han en oration på svenska (inte på dåtidens akademiska språk latin) om Urshults sockens och Almundsryds sockens allmogekultur. Smålands nations inspektor Carl von Linné betygade sitt fulla nöje över arbetet, och uppmanade nationens övriga studenter, att på samma sätt lämna upplysningar om födelseorten. Orationen utgavs 1768 med titeln Urshults pastorats inbyggares seder, hållit, på småländska nationens sammankomst, i novembr. månad, år 1749, uti Upsala. Stockholm, tryckt i kongl. finska boktryckeriet, år 1768, och har återutgivits eftersom den har stort etnografiskt värde.